# Li Tao
Li Tao (chinês: {{{1}}}: 李涛) é uma psicóloga chinesa. É professora e investigadora, especialmente nos temas relativos a genética molecular e doenças mentais.

## Biografia
Como estudante, trabalhou no Centro Nacional para a Investigação de Genes, da Academia Chinesa das Ciências.
Li é professora e pesquisadora no Hospital Chinês Ocidental (Huaxi), da  Universidade Sichuan. Na actualidade é a líder da equipa de investigação naquele hospital e tem formado parte do pessoal do Hospital desde 1997, quando começou como uma investigadora pós-doutoral.
Li também tem ensinado genética molecular na Escola de Ciências Médicas da Universidade do Tibete. Como directora do Centro de Saúde Mental do Hospital Chinesa Ocidental, em 2012, tem levando a cabo uma colaboração com a Escola de Medicina da Universidade de Massachusetts no estudo do  vício ao fumo.
O trabalho de Li centra-se na genética das doenças mentais, especialmente relativamente à esquizofrenia hereditária. Seu trabalho tem contribuído a fomentar novas investigações sobre a genética molecular na China Ocidental. Também estuda temas relacionados com o Tibete e a psicologia das pessoas que vivem naquela região. Suas investigações e contribuições têm sido publicados em Biological Psychiatry, PLoS, a American Journal of Medical Genetics, The American Journal of Psychiatry, Nature, The British Journal of Psychiatry, e Psychiatry Research.